# 三氧化碳
三氧化碳（CO3）是一种不稳定的碳氧化合物。

## 结构与性质
三氧化碳有多种可能的同分异构体，分子对称性分别为Cs、D3h和C2v。经过研究，C2v这种分子结构是CO3分子的基态结构。
三氧化碳与碳酸根（CO32−）不同，故不应将它们混淆。

## 制备
三氧化碳能够在负极电晕放电的漂移区域通过二氧化碳(CO2)与在等离子区获得电子的氧分子所放出的氧原子(O)的反应制得。三氧化碳还可以通过将臭氧通过干冰（CO2）来制取。而且在一氧化碳与氧气的反应中也可检测到三氧化碳的存在,而CO3(三氧化碳)可通過CO2中產生氧化作用成白色狀泡沫，可消除空氣內的普通毒素。